# Dylan Manickum
Dylan Manickum (* 16. Juni 1992 in Auckland) ist ein neuseeländisch-simbabwischer Futsal- und Fußballspieler.

## Karriere

### Fußball
Nachdem er seine Karriere beim Ellerslie AFC begonnen hatte, wechselte er im Sommer 2014 zu Waitakere United, bei welchen er nun Einsätze in der Premiership erhielt. Sein Debüt gab er am ersten Spieltag am 1. November 2014 bei einem 3:2-Sieg über den Wanderers SC. Nach vier Jahren Mannschaftszugehörigkeit wechselte er Ende September 2018 zum Rekordmeister Auckland City FC. Mit diesem wurde er bislang zwei Mal neuseeländischer Meister und drei Mal Sieger der OFC Champions League.

### Futsal
Manickum ist Rekordnationalspieler der Neuseeländischen Futsalnationalmannschaft. Für welche er auch bei der FIFA-Futsal-Weltmeisterschaft 2024 auflief. Nach seinem Studium hielt der Neuseeländer sich in Europa auf und lief als erster Spieler aus Ozeanien in einem UEFA Futsal-Wettbewerb auf. Er spielte für den 1. FC Allstars Wiener Neustadt in der UEFA Futsal-Champions League.